# 5號染色體
人類的5號染色體是23對染色體的其中之一，正常狀況下每個細胞擁有兩條。此染色體含有大約181百萬個鹼基對，佔細胞內所有DNA將近6%。其中有900到1300個基因，依預測方式而有所不同。